# ذا ويتشر: الدماء الأصلية
ذا ويتشر: الدماء الأصلية (بالإنجليزية: The Witcher: Blood Origin) هو مسلسل قصير فنتازيا قادم ستدور أحداثه قبل أحداث مسلسل ذا ويتشر، المسلسل من بطولة صوفيا براون، ميشيل يوه، لورانس أوفوارين، ليني هنري وميرين ماك. من المقرر صدوره على منصة نتفليكس.

## روابط خارجية
- ذا ويتشر: الدماء الأصلية على موقع IMDb (الإنجليزية)
- ذا ويتشر: الدماء الأصلية على موقع ميتاكريتيك (الإنجليزية)
- ذا ويتشر: الدماء الأصلية على موقع روتن توميتوز (الإنجليزية)
- ذا ويتشر: الدماء الأصلية على موقع نتفليكس (الإنجليزية)
- ذا ويتشر: الدماء الأصلية على موقع ليتربوكسد (الإنجليزية)
- ذا ويتشر: الدماء الأصلية على موقع كينوبويسك (الروسية)
- ذا ويتشر: الدماء الأصلية على موقع ألو سيني (الفرنسية)
- ذا ويتشر: الدماء الأصلية على موقع قاعدة بيانات الفيلم (الإنجليزية)